# Prątniki
Prątniki, mchy właściwe, mchy liściaste, mechowcowe, prątnikowe, prątnikowcowe (Bryopsida) – klasa mchów, obejmująca ok. 98% wszystkich gatunków mchów (84% wszystkich rodzin mchów). 

## Charakterystyka
Rośliny o różnej wielkości. Listki posiadają żebra; zazwyczaj nie są pokryte lamellami. Puszki otwierają się wieczkiem. Perystom typu błonozębnego.

## Systematyka
Pozycja systematyczna prątników na drzewie filogenetycznym mchów
|  | Andreaeobryopsida       |
|  |                         |
|  | Andreaeopsida naleźliny |
|  |                         |

|  | Oedipodiopsida                                                               |
|  |                                                                              |
|  | \| \| Tetraphidopsida \| \| \| \| \| \| Polytrichopsida płonniki \| \| \| \| |
|  |                                                                              |
|  | Tetraphidopsida                                                              |
|  |                                                                              |
|  | Polytrichopsida płonniki                                                     |
|  |                                                                              |

|  | Tetraphidopsida          |
|  |                          |
|  | Polytrichopsida płonniki |
|  |                          |

|  | Oedipodiopsida                                                               |
|  |                                                                              |
|  | \| \| Tetraphidopsida \| \| \| \| \| \| Polytrichopsida płonniki \| \| \| \| |
|  |                                                                              |
|  | Tetraphidopsida                                                              |
|  |                                                                              |
|  | Polytrichopsida płonniki                                                     |
|  |                                                                              |

|  | Tetraphidopsida          |
|  |                          |
|  | Polytrichopsida płonniki |
|  |                          |

|  | Andreaeobryopsida       |
|  |                         |
|  | Andreaeopsida naleźliny |
|  |                         |

|  | Oedipodiopsida                                                               |
|  |                                                                              |
|  | \| \| Tetraphidopsida \| \| \| \| \| \| Polytrichopsida płonniki \| \| \| \| |
|  |                                                                              |
|  | Tetraphidopsida                                                              |
|  |                                                                              |
|  | Polytrichopsida płonniki                                                     |
|  |                                                                              |

|  | Tetraphidopsida          |
|  |                          |
|  | Polytrichopsida płonniki |
|  |                          |

|  | Oedipodiopsida                                                               |
|  |                                                                              |
|  | \| \| Tetraphidopsida \| \| \| \| \| \| Polytrichopsida płonniki \| \| \| \| |
|  |                                                                              |
|  | Tetraphidopsida                                                              |
|  |                                                                              |
|  | Polytrichopsida płonniki                                                     |
|  |                                                                              |

|  | Tetraphidopsida          |
|  |                          |
|  | Polytrichopsida płonniki |
|  |                          |

|  | Andreaeobryopsida       |
|  |                         |
|  | Andreaeopsida naleźliny |
|  |                         |

|  | Oedipodiopsida                                                               |
|  |                                                                              |
|  | \| \| Tetraphidopsida \| \| \| \| \| \| Polytrichopsida płonniki \| \| \| \| |
|  |                                                                              |
|  | Tetraphidopsida                                                              |
|  |                                                                              |
|  | Polytrichopsida płonniki                                                     |
|  |                                                                              |

|  | Tetraphidopsida          |
|  |                          |
|  | Polytrichopsida płonniki |
|  |                          |

|  | Oedipodiopsida                                                               |
|  |                                                                              |
|  | \| \| Tetraphidopsida \| \| \| \| \| \| Polytrichopsida płonniki \| \| \| \| |
|  |                                                                              |
|  | Tetraphidopsida                                                              |
|  |                                                                              |
|  | Polytrichopsida płonniki                                                     |
|  |                                                                              |

|  | Tetraphidopsida          |
|  |                          |
|  | Polytrichopsida płonniki |
|  |                          |

|  | Andreaeobryopsida       |
|  |                         |
|  | Andreaeopsida naleźliny |
|  |                         |

|  | Oedipodiopsida                                                               |
|  |                                                                              |
|  | \| \| Tetraphidopsida \| \| \| \| \| \| Polytrichopsida płonniki \| \| \| \| |
|  |                                                                              |
|  | Tetraphidopsida                                                              |
|  |                                                                              |
|  | Polytrichopsida płonniki                                                     |
|  |                                                                              |

|  | Tetraphidopsida          |
|  |                          |
|  | Polytrichopsida płonniki |
|  |                          |

|  | Oedipodiopsida                                                               |
|  |                                                                              |
|  | \| \| Tetraphidopsida \| \| \| \| \| \| Polytrichopsida płonniki \| \| \| \| |
|  |                                                                              |
|  | Tetraphidopsida                                                              |
|  |                                                                              |
|  | Polytrichopsida płonniki                                                     |
|  |                                                                              |

|  | Tetraphidopsida          |
|  |                          |
|  | Polytrichopsida płonniki |
|  |                          |

|  | Andreaeobryopsida       |
|  |                         |
|  | Andreaeopsida naleźliny |
|  |                         |

|  | Oedipodiopsida                                                               |
|  |                                                                              |
|  | \| \| Tetraphidopsida \| \| \| \| \| \| Polytrichopsida płonniki \| \| \| \| |
|  |                                                                              |
|  | Tetraphidopsida                                                              |
|  |                                                                              |
|  | Polytrichopsida płonniki                                                     |
|  |                                                                              |

|  | Tetraphidopsida          |
|  |                          |
|  | Polytrichopsida płonniki |
|  |                          |

|  | Oedipodiopsida                                                               |
|  |                                                                              |
|  | \| \| Tetraphidopsida \| \| \| \| \| \| Polytrichopsida płonniki \| \| \| \| |
|  |                                                                              |
|  | Tetraphidopsida                                                              |
|  |                                                                              |
|  | Polytrichopsida płonniki                                                     |
|  |                                                                              |

|  | Tetraphidopsida          |
|  |                          |
|  | Polytrichopsida płonniki |
|  |                          |

|  | Andreaeobryopsida       |
|  |                         |
|  | Andreaeopsida naleźliny |
|  |                         |

|  | Oedipodiopsida                                                               |
|  |                                                                              |
|  | \| \| Tetraphidopsida \| \| \| \| \| \| Polytrichopsida płonniki \| \| \| \| |
|  |                                                                              |
|  | Tetraphidopsida                                                              |
|  |                                                                              |
|  | Polytrichopsida płonniki                                                     |
|  |                                                                              |

|  | Tetraphidopsida          |
|  |                          |
|  | Polytrichopsida płonniki |
|  |                          |

|  | Oedipodiopsida                                                               |
|  |                                                                              |
|  | \| \| Tetraphidopsida \| \| \| \| \| \| Polytrichopsida płonniki \| \| \| \| |
|  |                                                                              |
|  | Tetraphidopsida                                                              |
|  |                                                                              |
|  | Polytrichopsida płonniki                                                     |
|  |                                                                              |

|  | Tetraphidopsida          |
|  |                          |
|  | Polytrichopsida płonniki |
|  |                          |

|  | Andreaeobryopsida       |
|  |                         |
|  | Andreaeopsida naleźliny |
|  |                         |

|  | Oedipodiopsida                                                               |
|  |                                                                              |
|  | \| \| Tetraphidopsida \| \| \| \| \| \| Polytrichopsida płonniki \| \| \| \| |
|  |                                                                              |
|  | Tetraphidopsida                                                              |
|  |                                                                              |
|  | Polytrichopsida płonniki                                                     |
|  |                                                                              |

|  | Tetraphidopsida          |
|  |                          |
|  | Polytrichopsida płonniki |
|  |                          |

|  | Oedipodiopsida                                                               |
|  |                                                                              |
|  | \| \| Tetraphidopsida \| \| \| \| \| \| Polytrichopsida płonniki \| \| \| \| |
|  |                                                                              |
|  | Tetraphidopsida                                                              |
|  |                                                                              |
|  | Polytrichopsida płonniki                                                     |
|  |                                                                              |

|  | Tetraphidopsida          |
|  |                          |
|  | Polytrichopsida płonniki |
|  |                          |

|  | Andreaeobryopsida       |
|  |                         |
|  | Andreaeopsida naleźliny |
|  |                         |

|  | Oedipodiopsida                                                               |
|  |                                                                              |
|  | \| \| Tetraphidopsida \| \| \| \| \| \| Polytrichopsida płonniki \| \| \| \| |
|  |                                                                              |
|  | Tetraphidopsida                                                              |
|  |                                                                              |
|  | Polytrichopsida płonniki                                                     |
|  |                                                                              |

|  | Tetraphidopsida          |
|  |                          |
|  | Polytrichopsida płonniki |
|  |                          |

|  | Oedipodiopsida                                                               |
|  |                                                                              |
|  | \| \| Tetraphidopsida \| \| \| \| \| \| Polytrichopsida płonniki \| \| \| \| |
|  |                                                                              |
|  | Tetraphidopsida                                                              |
|  |                                                                              |
|  | Polytrichopsida płonniki                                                     |
|  |                                                                              |

|  | Tetraphidopsida          |
|  |                          |
|  | Polytrichopsida płonniki |
|  |                          |

Podział prątników na podklasy i rzędy
- Podklasa: Buxbaumiidae Doweld
  - rząd: Buxbaumiales M. Fleisch. – bezlistowce
- Podklasa: Diphysciidae Ochyra – mchy o małych, wieloletnich gametofitach; liście z żebrami; puszki zanurzone w długich liściach perychecjalnych; perystom podwójny 
  - rząd: Diphysciales M. Fleisch. – koimkowce
- Podklasa: Gigaspermidae Stech & W.Frey
  - rząd: Gigaspermales Goffinet, Wickett, O. Werner, Ros, A.J. Shaw & C.J. Cox
- Podklasa: Timmiidae Ochyra
  - rząd: Timmiales Ochyra – trzęślikowce
- Podklasa: Funariidae Ochyra – mchy ortotropowe żyjące na ziemi; ich łodygi często mają wiązkę środkową; często spotyka się dobrze wykształcony pierścień poniżej brzegu wieczka puszki
  - rząd: Disceliales Ignatov, Ignatova & Fedosov
  - rząd: Encalyptales Dixon – opończykowce
  - rząd: Funariales M. Fleisch. – skrętkowce
- Podklasa: Dicranidae Doweld – charakterystyczną cechą jest pojedynczy perystom typu Haplolepideae, zazwyczaj bez ząbków zewnętrznych
  - rząd: Catoscopiales Ignatov & Ignatova
  - rząd: Pseudoditrichales Ignatov & Fedosov
  - rząd: Scouleriales Goffinet & W. R. Buck
  - rząd: Bryoxiphiales A. Crum & L. E. Anderson
  - rząd: Grimmiales M. Fleisch. – strzechwowce
  - rząd: Archidiales Limpr. – pierwomszakowce
  - rząd: Dicranales H. Philib. ex M. Fleisch. – widłozębowce
  - rząd: Pottiales M. Fleisch. – płoniwowce
- Podklasa: Bryidae Engl. – mchy o perystomie podwójnym, z naprzemiennie ustawionymi ząbkami i segmentami
  - nadrząd: Bryanae (Engl.) Goffinet & W. R. Buck – mchy ortotropowe ew. ze sporangiami na bardzo krótkich gałązkach, zazwyczaj bez nibylistków; liście lancetowate do jajowatych, zazwyczaj z żebrem; komórki liścia są zazwyczaj krótkie
    - rząd: Splachnales (M. Fleisch.) Ochyra – podsadnikowce
    - rząd: Hedwigiales Ochyra – hedwigiowce
    - rząd: Bartramiales Quandt, N.E. Bell & Stech – szmotłochowce
    - rząd: Bryales Limpr. – prątnikowce
    - rząd: Orthotrichidales Dixon – szurpkowce
    - rząd: Rhizogoniales (M. Fleisch.) Goffinet & W. R. Buck
    - rząd: Aulacomniales N.E. Bell, A.E. Newton & D. Quandt
    - rząd: Orthodontiales N.E. Bell, A.E. Newton & D. Quandt

  - nadrząd: Hypnanae W. R. Buck, Goffinet & A. J. Shaw – mchy plagiotropowe; łodygi zazwyczaj z pseudoparafiliami; liście zazwyczaj jajowate, z żebrem lub bez żebra; komórki blaszki liściowej są zazwyczaj wydłużone
    - rząd: Hypnodendrales N. E. Bell, A. E. Newton & D. Quandt
    - rząd: Ptychomniales W. R. Buck, C. J. Cox, A. J. Shaw & Goffinet
    - rząd: Hypopterygiales Goffinet
    - rząd: Hookeriales M. Fleisch. – płaskoliściowce
    - rząd: Hypnales (M. Fleisch.) W. R. Buck & Vitt – rokietowce